# Joseph Léon
 (décembre 2010).
Améliorez-le ou discutez des points à vérifier. 
Pour les articles homonymes, voir Léon.
Joseph Léon, pseudonyme de Wassim Mroué, est un chanteur et musicien libanais,, né à Beyrouth le 9 juin 1974, et mort le 22 février 2018 dans le 13e arrondissement de Paris,, à l'âge de 43 ans.

## Biographie
Ses parents rejoignent la France pendant la guerre du Liban en 1975 et s'installent à Paris.
Juriste de formation, il enregistre l'album de musique folk Hard As Love à Paris en 2009, avec Benoît Rault (Ben's Symphonic Orchestra) et Emmanuel d'Orlando (Jack the Ripper). À l'automne 2013, il sort un deuxième album intitulé The Bare Awakening. 
Il collabore avec la marque Maje, comme directeur artistique d’une compilation jeunes talents. Il a travaillé avec Marco Dos Santos et fait les premières parties de Vincent Delerm, Francis Cabrel et Ben Harper. 
Il est atteint d'un trouble du déficit de l'attention. Sa dernière chanson Out of Bounds Remix a été mise en ligne sur YouTube le 21 décembre 2017.

## Discographie et collaborations

### Albums
- 2013 : The Bare Awakening
- 2009 : Hard As Love

### EP
- 2013 : The Bare Awakening EP
- 2008 : One In, One Out (Bonus Track Version)

### Singles
- 2008 : One In, One Out